# Sosnowo
Sosnowo (kašubsky Sòsnòwò) je polské sídlo, ležící na pobřeží Puckého zálivu Baltského moře. Administrativně se jedná o součást čtvrti Szotland města Władysławowa, nachází se na jeho jižním okraji. Místo je centrem průmyslu, služeb a turistiky.

## Další informace
Kromě blízkých písečných pláží, malého mola (polsky pomost widokowy), přírodní rezervace Słone Łąki, patří mezi místní zajímavosti také hřbitov Cmentarz pomordowanych we wrześniu 1939 r. (česky Hřbitov zavražděných v září 1939), který je součástí pietního místa bývalého cholerového hřbitova na ulici Gdańska.
Dopravní spojení zajišťuje silnice číslo 216, která sídlem prochází. Jeho východním okrajem prochází též cyklostezka vedoucí z Gdyně do Helu a turistické stezky.